# 大連日本人学校
大連日本人学校（だいれん-にほんじんがっこう）は大連経済技術開発区 (大連市)に位置する日本人学校。在大連日本人のための初等、中等教育を行う。

## 概要
大連日本人学校は、中国の法律の定める範囲内で、日本の教育関係法規に従い、日本の小中学校における教育課程とほぼ同じカリキュラムで教育を行う文部科学省から認定された在外教育施設である。学校は大連日本商工会によって設立され、日本人学校理事会を中心にして運営されており、学校には小中学部のほか附属幼稚園も併設されていたが、2019年1月場所が変更される際に取り消された。